# Kościół św. Mikołaja w Białym Kościele
Kościół św. Mikołaja w Białym Kościele – zabytkowy, rzymskokatolicki kościół parafialny znajdujący się we wsi Biały Kościół, w gminie Wielka Wieś, w powiecie krakowskim. Kościół został wpisany do rejestru zabytków nieruchomych województwa małopolskiego.

## Historia
Kościół orientowany, murowany, wybudowany w 1877 r. w miejscu poprzedniego drewnianego.
Obiekt poświęcony w 1884 roku. 

## Architektura
Budynek eklektyczny z przewagą cech neogotyckich, jednonawowy, prezbiterium nakryte sklepieniem, nawa nakryta neorenesansowym stropem kasetonowym(zobacz). W fasadzie wieża u góry ośmioboczna.

## Wnętrze
Elementy przeniesione z wcześniejszej świątyni
- ołtarz główny barokowy z obrazem Matki Boskiej z Dzieciątkiem w typie Matki Boskiej Śnieżnej;
- drewniany krucyfiks;
- kamienny spód chrzcielnicy.